# 王劲 (企业家)
王劲（1963年—），重庆江津人，汉族，中华人民共和国企业家、政治人物，四川省川威有限公司董事长，中国共产党党员，第十二届全国人民代表大会四川地区代表。

## 生平
毕业于重庆大学研究生专业。2008年起担任全国人大代表。2013年，担任全国人大代表。